# Königin-Katharina-Stift-Gymnasium Stuttgart

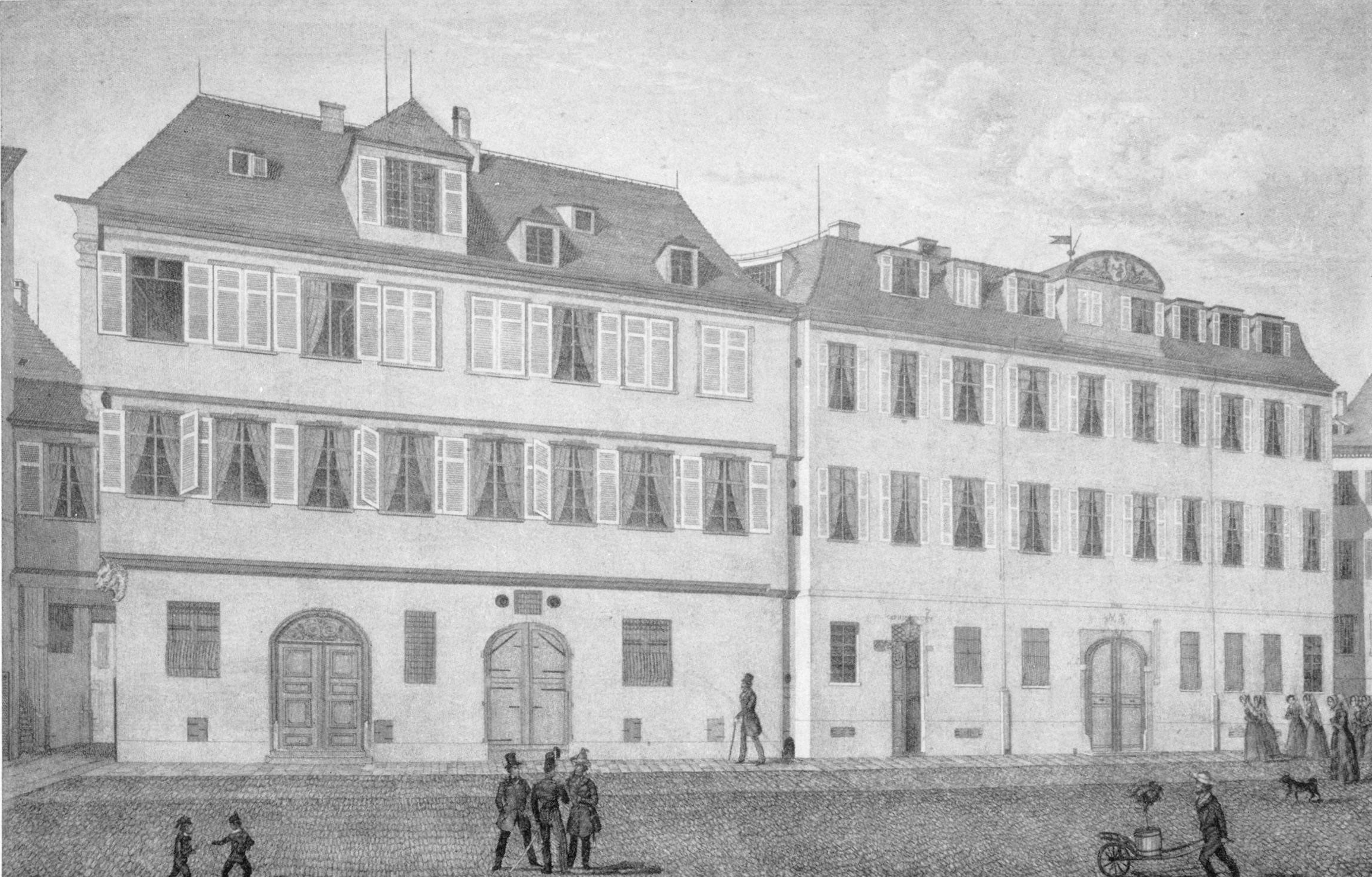
Altes Katharinenstift, 1818–1903, Friedrichstraße 34 / Ecke Schloßstraße.

Das Königin-Katharina-Stift-Gymnasium (umgangssprachlich auch Katharinenstift oder Katzenstift) ist ein Gymnasium in Stuttgart.

## Geschichte

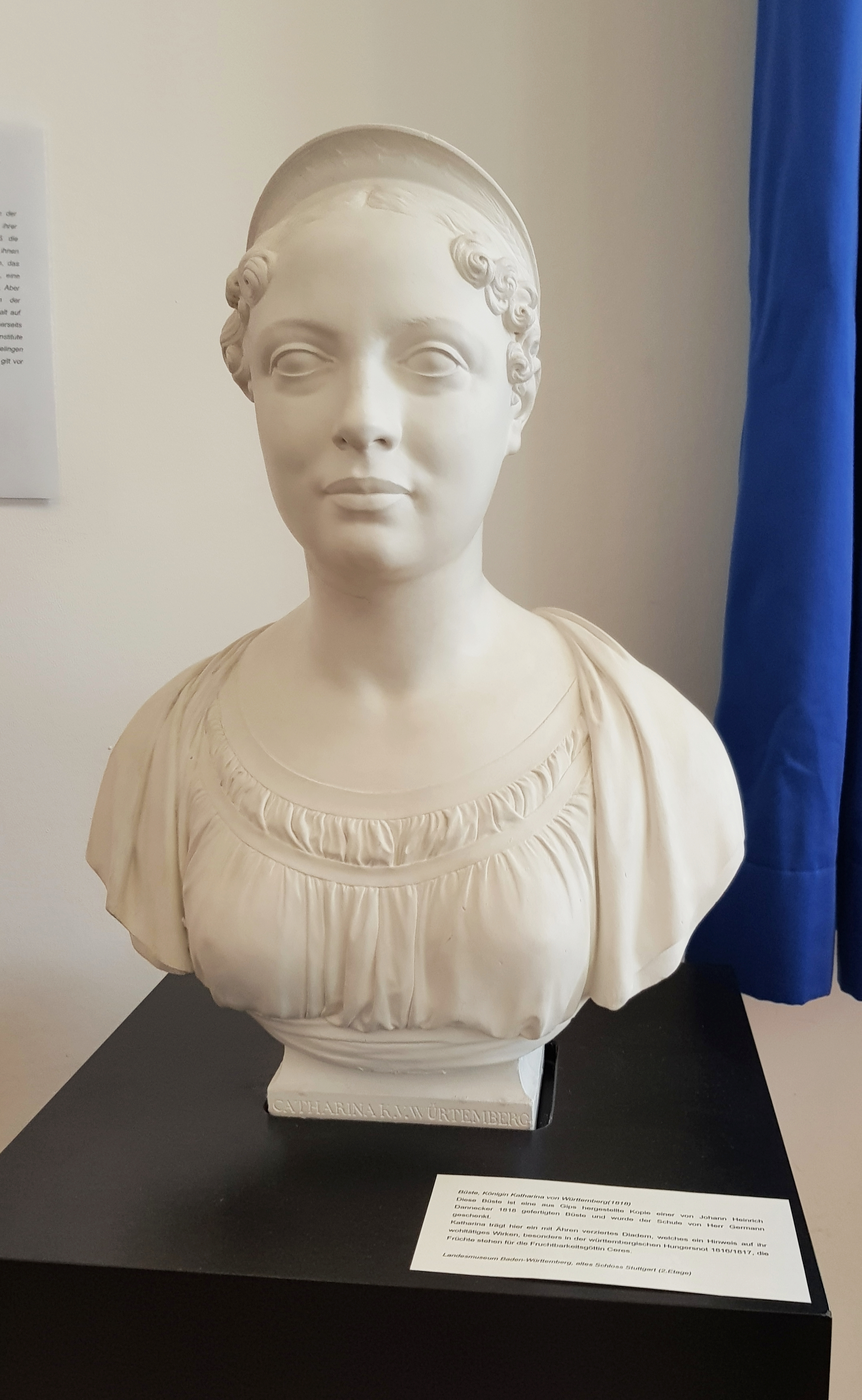
Büste der Königin Katharina, im Besitz des Königin-Katharina-Stiftes

Zwar war die allgemeine Schulpflicht für Mädchen und Jungen von sechs bis 14 Jahren schon 1649 eingeführt worden, jedoch erfolgte der Schulbesuch vielfach eher unregelmäßig, u. a. wegen der Hilfe der Kinder in elterlichen landwirtschaftlichen Betrieben und dem zu entrichtenden Schulgeld. Die höhere Bildung von Mädchen war zudem zu dieser Zeit sehr umstritten, da diese im Wesentlichen auf ihre Pflichten in der späteren Ehe vorbereitet werden sollten. Die politische Situation Württembergs in der nach-napoleonischen Zeit kann zur Zeit der Schulgründung nur als sehr unsicher dargestellt werden. Umso mehr hervorzuheben ist eine Schulgründung für Mädchen im Jahre 1818 im politischen Zentrum Württembergs, deren Ziel ein deutlich über Volksschulniveau liegender Bildungsanspruch war.
Die junge Königin Katharina von Württemberg kannte das russische Smolny-Institut in Sankt Petersburg, in dem eine strenge Ausbildung von Töchtern höhere Beamter gewährleistet wurde, als sie 1818 ein königliches Erziehungsinstitut gründete, das nach ihrem Tod in „Königin-Katharina-Stift“ umbenannt wurde.
Erster Rektor der Schule war der pädagogische Berater der Königin Karl August Christoph Friedrich Zoller.
Zoller schlug u. a. vor, die Schule mit Pensionat nicht nur für die Töchter Gutverdienender und Hochgestellter zu öffnen, was die Königin Katharina überzeugte, d. h. es wurden von Anfang an auch immer einige Töchter aus weniger begüterten Familien aufgenommen. Das Leben im Pensionat kann am ehesten mit dem in einem Kloster verglichen werden, z. B. durften die Mädchen ohne Begleitung einer Gouvernante das Schul- und Pensionatsgelände nicht verlassen. Die Ausstattung war sehr einfach und bescheiden, z. B. saßen die Mädchen im Unterricht auf Bänken ohne Rückenlehne. Die Wochenstundenzahl betrug anfangs 36 Stunden.
Das Königin-Katharina-Stift war unter anderem Wirkungsort von Bernhard Gugler, Gustav Schwab und Eduard Mörike. Bekannt geworden ist es durch Mörikes im Jahr 1851 dort abgehaltene Unterrichtsstunden, die sogenannten „Fräuleinslektionen“.
Die Schule nahm im Jahr 1818 ihren Betrieb mit 203 Schülerinnen auf. Viele von ihnen kamen aus privaten Töchteranstalten, deren Finanzierung auf Dauer nicht sichergestellt gewesen war – anders als beim nun entstandenen königlichen Erziehungsinstitut. Zum Zeitpunkt des 50-jährigen Bestehens hatten bereits 3.687 Schülerinnen das Königin-Katharina-Stift besucht. Anlässlich dieser Jubelfeier übernahm die Stadt Stuttgart erstmals die Kosten für zwei Freistellen für würdige und bedürftige Töchter der Stadt, 35 Jahre danach ging die Schule ganz in städtische Trägerschaft über.
Im April 1874 wurde der Schule ein höheres Lehrerinnenseminar angegliedert.
In den Jahren von 1901 bis 1903 wurde an der Schillerstraße 5 von Emil Mayer ein Neubau errichtet, seitdem der Schule kein Internat mehr angegliedert ist. Im Jahre 1953 wurde aus der „Höheren Töchterschule“ ein „Gymnasium“. Das Königin-Katharina-Stift besteht heute noch als Gymnasium, seit 1972 in Koedukation.

### Schulleiter
Die Schule hatte folgende Schulleiterinnen und Schulleiter:
- 1818–1843: Karl-August Zoller (1773–1858)
- 1843–1869: Karl Wolff (1803–1869)
- 1869–1894: Adolf Heller (1834–1894)
- 1894–1910: Emil Heintzeler (1845–1929)
- 1910–1934: Eugen Mann (1877–1935)
- 1934–1944: Marie Renz-Tscherning (1888–1944)
- 1945–1952: Ernst Metzger (1885–1965)
- 1952–1972: Klara Stumpff (1910–1990)
- 1972–1985: Karl Georg Fischer (1930–1985)
- 1985–2004: Regine Büchel
- 2004–2010: Günter Olbert
- 2010–2013: Christof Martin
- 2013–2014: Interimsdirektorin Stephanie Duddey
- 2014–2019: Franz Baur
- 2019–2020: Interimsdirektorin Stephanie Duddey
- seit 2020: Kathrin von Vacano-Grohmann

### Schülerinnen
Unter anderen besuchten folgende Schülerinnen (im Volksmund auch „Katzen“ genannt) das Königin-Katharina-Stift:
- Agnes Günther (1863–1911), Schriftstellerin
- Marie Daiber (1868–1928), Zoologin
- Vera Vollmer (1874–1953), Hofdame und Vorleserin von Königin Olga, Lehrerin
- Gertrud Stockmayer (1880–1963), eine der ersten drei Frauen, die in Tübingen studieren und wie die männlichen Kommilitonen einen Abschluss ablegen durfte
- Elisabeth Karg-Gasterstädt (1886–1964), Professorin für Deutsche Philologie an der Universität Leipzig, Schülerin des Lehrerinnenseminars am Königin-Katharina-Stift
- Jenny Heymann (1890–1996), Lehrerin, Geschäftsführerin der Gesellschaft für christlich-jüdische Zusammenarbeit
- Jella Lepman (1891–1970), Autorin, Redakteurin beim Stuttgarter Neuen Tagblatt, Gründerin der Internationalen Jugendbibliothek, München
- Lisa Heiss (1897–1981), Schriftstellerin
- Marta Fuchs (1898–1974), Konzert- und Opernsängerin
- Elisabeth Daur (1899–1991), Gemeinderätin von Stuttgart
- Maria Koppenhöfer (1901–1948), Schauspielerin
- Rose Sommer-Leypold (1909–2003), Malerin
- Maria Friedemann (1912–1999), Politikerin
- Lenore Volz (1913–2009), evangelische Theologin
- Eva Zippel (1925–2013), Bildhauerin
- Gudrun Ensslin (1940–1977), RAF-Terroristin
- Barbara Bosch (* 1958), Politikerin
- Gabriele Riedle (* 1958), Reporterin und Autorin

## Gegenwart

### Schulprofil
Heute bietet das Königin-Katharina-Stift ein bilingual-italienisches Profil von Klasse 8 bis 10 an.
Partner der Schule sind unter anderem die John Cranko Ballettschule, das Staatstheater und das Haus der Geschichte.
Die Schule verfügt als eine von zwei Schulen in Stuttgart auch über einen Hochbegabtenzug. Dieser bietet u. a. ein zusätzliches zweistündiges „Enrichment“-Angebot, in welchem die Schüler zusätzlichen Unterricht in Form von unterschiedlichen Angeboten aus kreativen, musischen, wirtschaftswissenschaftlichen und naturwissenschaftlichen Bereichen wählen können. Seit dem Jahr 2009 bildet die „Waldwoche“ in Kooperation mit dem Haus des Waldes in Stuttgart-Degerloch einen Startpunkt für die pädagogische und inhaltliche Arbeit im „Enrichment“.
Ab dem Schuljahr 2018/19 bietet die Schule insbesondere auch das neue Profilfach Informatik, Mathematik, Physik (IMP) von Klasse 8 bis 10 an.
Im Schuljahr 2017/18 wurde die Schule als Standort mit einer besonders gelungenen Form der beruflichen Orientierung ausgezeichnet.
Das Gymnasium ist – neben der englischsprachigen Ramstein High School – heute eine der wenigen Schulen in Deutschland, die ihren Schülern ein FIRST-Tech-Challenge-Programm anbieten. In der Saison 2015/2016 hat das Team auf den FTC Dutch Open neben dem Inspire Award (2. Platz) auch den Murata Control Award errungen und sich damit als das stärkste FTC-Team Deutschlands qualifiziert. In der Saison 2016/2017 bestanden an der Schule zwei Teams. Seit dem Schuljahr 2019/20 gibt es sogar ein drittes Team.
Ab dem Schuljahr 2018/2019 wird am Königin-Katharina-Stift für die Jahrgangsstufe das Fach Literatur und Theater angeboten.
Seit dem Schuljahr 2012/13 ist die Schule komplett saniert und verfügt nun über eine eigene Mensa.
Im Rahmen der coronabedingten Einschränkungen wurde von der Schule für die Information von Schülerinnen und Schülern der 4. Klasse in der Grundschule und deren Eltern ein Video erstellt, in welchem die Schule mit ihren Besonderheiten vorgestellt wird.

### Sprachen
- Englisch ab Klasse 5
- Französisch / Latein (nur im Regelzug) ab Klasse 6
- Italienisch ab Klasse 8 / bilingual Italienisch
- Italienisch als AG ab Kl. 5 (Vorbereitung auf Profilfach in Kl. 8)

### MINT-Bereich
- Profilfach Informatik, Mathematik, Physik (IMP) ab Klasse 8
- „Waldtage“ / „Waldwoche“ in Kooperation mit dem Haus des Waldes in Klasse 5
- Lego-League-AG ab Klasse 5
- First Tech Challenge[16]
- regelmäßige Wettbewerbsteilnahme (Mathematik- und Physik-Olympiade, Känguru der Mathematik, Biber-Wettbewerb, Explore Science, FLL, FTC etc.)
- World Robot Olympiade
- FIRST Global Challenge

### Sozialcurriculum
- Klassenrat, Klassenstunde, Wochenkreis in Kl. 5 bis 7
- Lernbegleiter-Programm in Kl. 5 und 6
- LionsQuest-Programm
- Sportwoche / Sporttage in Klasse 5
- Schülerpaten-Programm
- Streitschlichter-AG

### AG-Bereich
- Chor- und Orchesterarbeit
- Tanz-AG
- Theater-AG
- Lego-AG
- Technik-AG
- Robotik-AG
- Tüftel-AG